# Margelliantha
Margelliantha es un género con 6 especies  de orquídeas de hábitos epífitas. Se encuentra desde el este al sur de África.

## Taxonomía
El género fue descrito por Phillip James Cribb y publicado en Kew Bulletin 34: 329. 1979.

## Especies
- Margelliantha burttii (Summerh.) P.J.Cribb. 1979
- Margelliantha caffra (Bolus) P.J.Cribb & J.Stewart 1985
- Margelliantha clavata P.J.Cribb 1979
- Margelliantha globularis P.J.Cribb 1979
- Margelliantha lebelii Eb.Fisch. & Killmann
- Margelliantha leedalii P.J.Cribb